# Mięśnie zewnętrzne gałki ocznej
Mięśnie zewnętrzne gałki ocznej – w anatomii człowieka grupa ośmiu mięśni otaczających gałkę oczną, z których sześć stanowi aparat ruchowy gałki ocznej.

## Aparat ruchowy gałki ocznej

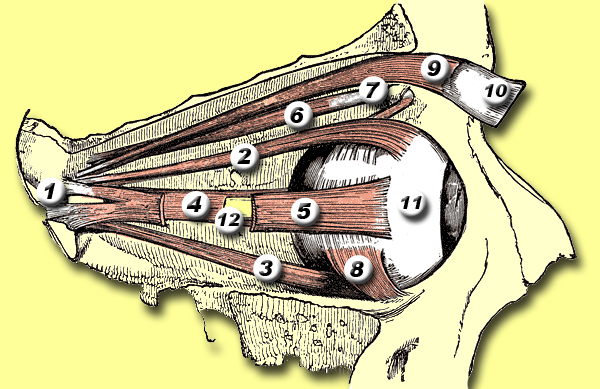
Struktury otaczające gałkę oczną (pominięto aparat ruchowy opisany w tabelce obok), widok od strony skroniowej:
1 – pierścień ścięgnisty wspólny
7 – bloczek mięśnia skośnego górnego
9 – mięsień dźwigacz powieki górnej
10 – powieka
11 – gałka oczna
12 – nerw wzrokowy

Jest jednym z narządów dodatkowych gałki ocznej, który stanowią mięśnie gałki ocznej (musculi bulbi oculi) wymienione w tabeli poniżej. Unerwione są przez nerwy czaszkowe III, IV i VI oraz część współczulną układu autonomicznego (mięsień oczodołowy).
Do aparatu ruchowego należą cztery mięśnie proste i dwa mięśnie skośne. Wszystkie mają swój początkowy przyczep na pierścieniu ścięgnistym wspólnym, poza mięśniem skośnym dolnym, który rozpoczyna się na kości łzowej. Włókna mięśnia skośnego górnego w swym przebiegu zakręcają pod kątem ostrym na bloczku.
| Mięsień (z numerem na obrazku)  | Czynność                                       | Unerwienie            | Przyczep początkowy                   | Przyczep końcowy                            |
| ------------------------------- | ---------------------------------------------- | --------------------- | ------------------------------------- | ------------------------------------------- |
| Mięsień prosty górny (2)        | podnoszenie, rotacja do wewnątrz, przywodzenie | nerw okoruchowy (III) | pierścień ścięgnisty wspólny          | twardówka do przodu od równika gałki ocznej |
| Mięsień prosty dolny (3)        | opuszczanie, rotacja do zewnątrz, przywodzenie | nerw okoruchowy (III) | pierścień ścięgnisty wspólny          | twardówka do przodu od równika gałki ocznej |
| Mięsień prosty przyśrodkowy (4) | przywodzenie                                   | nerw okoruchowy (III) | pierścień ścięgnisty wspólny          | twardówka do przodu od równika gałki ocznej |
| Mięsień prosty boczny (5)       | odwodzenie                                     | nerw odwodzący (VI)   | pierścień ścięgnisty wspólny          | twardówka do przodu od równika gałki ocznej |
| Mięsień skośny górny (6)        | rotacja do wewnątrz, obniżenie, odwodzenie     | nerw bloczkowy (IV)   | trzon kości klinowej                  | twardówka pod mięśniem prostym górnym       |
| Mięsień skośny dolny (8)        | rotacja do zewnątrz, podnoszenie, odwodzenie   | nerw okoruchowy (III) | część przednia ściany dolnej oczodołu | twardówka pod mięśniem prostym bocznym      |

Pozostałymi mięśniami zewnętrznymi gałki ocznej, nienależącymi do aparatu ruchowego, są mięsień oczodołowy (mięsień gładki), przebiegający płasko nad szczeliną oczodołową dolną i mięsień dźwigacz powieki górnej.